# Øster Kippinge
Øster Kippinge – miasto w Danii, w regionie Zelandia, w gminie Guldborgsund.